# Уравнение состояния Ли — Эрбара — Эдмистера
Уравнение состояния Ли — Эрбара — Эдмистера — трёхпараметрическое уравнение состояния углеводородных систем, выведенное Ли (B.-I. Lee), Эрбаром (J. H. Erbar) и Эдмистером (W. C. Edmister) в 1972—73 годах. Уравнение разработано таким образом, чтобы определять энтальпии и константы фазового равновесия углеводородных смесей, а не волюметрических свойств. Данное уравнение является улучшением уравнения состояния, полученного в 1971 году Ли и Эдмистером.
Уравнение Ли — Эрбара — Эдмистера имеет вид:
{\displaystyle P={\frac {RT}{V-b}}-{\frac {a}{V(V-b)}}+{\frac {bc}{V(V-b)(V+b)}},}
где
- {\displaystyle a=[(0{,}246105+0{,}02869\omega )-(0{,}037472+0{,}149687\omega )T_{\mathrm {r} }+}
{\displaystyle +(0{,}16406+0,023727\omega )T_{\mathrm {r} }^{-1}+(0{,}04937+0{,}132433\omega )T_{\mathrm {r} }^{-2}]{\frac {R^{2}T_{\mathrm {k} }^{2}}{P_{\mathrm {k} }}};}
- {\displaystyle b=(0{,}086313+0{,}002\omega ){\frac {RT_{\mathrm {k} }}{P_{\mathrm {k} }}};}
- {\displaystyle c=[(0{,}451169+0{,}00948\omega )T_{\mathrm {r} }^{-1/2}+(0{,}387082+0{,}078842\omega )T_{\mathrm {r} }^{-2}]{\frac {R^{2}T_{\mathrm {k} }^{2}}{P_{\mathrm {k} }}};}
- {\displaystyle P} — давление, Па;
- {\displaystyle T} — абсолютная температура, К;
- {\displaystyle V} — мольный объём, м³/моль;
- {\displaystyle R=8{,}31441\pm 0{,}00026} — универсальная газовая постоянная, Дж/(моль·К);
- {\displaystyle T_{\mathrm {k} }} — критическая температура;
- {\displaystyle P_{\mathrm {k} }} — критическое давление;
- {\displaystyle T_{\mathrm {r} }={\frac {T}{T_{\mathrm {k} }}}} — приведённая температура;
- {\displaystyle \omega } — фактор ацентричности[англ.] Питцера.